# 이상현 (법조인)
이상현(李相賢, 1940년~2000년 9월 28일)은 인천지방법원장 등을 역임한 법관이다.
1940년 경상북도 고령군에서 태어난 이상현은 경기고등학교와 서울대학교 법학과를 졸업하고 1968년 제9회 사법시험에 합격해 서울지방검찰청 검사와 서울민사지방법원 부장판사를 지냈다.
인천지방법원에서 법원장으로 재직하던 2000년 9월 28일 오후 7시20분에 경기도 부천시 모 주점에서 부정맥으로 쓰러져 숨졌다.

## 주요 판결
- 서울고등법원 형사1부 재판장으로 재직하던 1993년 10월 15일에 김낙중이 간첩이라는 것을 알고도 신고하지 않고 통일에 관련된 정보를 수집해 전달하여 구속되어 1심에서 징역3년 집행유예5년을 선고받은 평화통일연구회 사무총장 노중선에게 "형법상 간첩 방조죄는 최저 형량이 7년이므로 최대한 정상 참작하더라도 3년6월 미만으로 선고할 수 없고 다른 방조죄와는 달리 주범, 공범이 아닌 종범이라는 이유로 형을 감경할 수 없다"며 징역3년6월 자격정지3년6월을 선고하고 법정구속했다.[3] 1994년 3월 2일에  교통사고를 낸 뒤에 피해자와 합의를 시도하다 경찰 순찰차가 오자 달라난 혐의로 구속되어 1심에서 징역10월 집행유예2년을 선고받은 피고인에게 "피해자들이 각각 전치 3주와 2주의 가벼운 상처를 입어 응급조처를 취해야 할 정도로 다쳤다고 보기 어려운 상황에서 피해자와 합의를 시도하던 중에 순찰차가 오자 음주운전 사실이 드러날 것을 우려해 사고현장을 이탈한 것만으로 뻉소니로 처벌할 수 없다"며 특가법 도주차량에 대해 무죄를 선고하면서 음주운전에 대해서만 도로교통법 위반으로 벌금 100만원을 선고했다.[4] 4월 8일에 살인으로 구속되어 1,2심에서 징역12년을 선고받고 교도소에서 수용 중인 가운데 진범이 잡혀 석방된 전 서울관악경찰서 순경에 대한 파기환송심에서 무죄를 선고했다.[5] 4월 25일에 정몽헌 부회장에게 특가법 조세포탈 위반으로 원심대로 징역3년 집행유예5년 벌금 120억원을 선고했다.[6] 7월 11일에 대한민국 제14대 대통령 선거에서 현대중공업을 통해 비자금을 조성하여 선거자금으로 쓴 혐의로 구속되어 1심에서 징역3년을 선고받은 정주영에게 "현대그룹이 인플레 속에서도 국민의 저축과 정부의 엄청난 차관 지원 등으로 성장하여 개인 회사가 아님에도 개인적인 목적으로 거액의 돈을 빼돌리고 직원들을 선거에 끌어들여 사회적인 가치와 질서를 문란하게 하여 엄벌에 처해야 한다"고 하면서도 "피고인이 창업한 현대그룹이 국가 경제성장에 중요한 역할을 해왔고 전경련 회장, 대한체육회 회장 등으로 각 분야에 기여했으며 고령인 점을 감안했다" 며 특정경제범죄 가중처벌법 위반(횡령)으로 징역3년 집행유예4년을 선고하면서 선거 당시 산업 현장을 시찰한 것에 대해 "비당원이 포함됐다는 증거가 없다"며 원심을 깨고 무죄를 선고했다.[7]